# Landsorts fyr
Landsorts fyr ist ein Leuchtturm auf der schwedischen Schäreninsel Öja in der Ostsee südöstlich von Stockholm.
Landsorts fyr ist der älteste immer noch genutzte Leuchtturm Schwedens. Er wurde von dem holländischen Kaufmann Johan van der Hagen, der in Stockholm lebte und von da aus Handel trieb, 1658 in Auftrag gegeben und ab 1659 gebaut. Er strahlt sein Signal in einer Höhe von 44,5 m ü.N.N. ab. Im Felssockel des Leuchtturmes befinden sich mittlerweile gesperrte Anlagen der Schwedischen Marine, die u. a. zur U-Boot-Bekämpfung dienten.
1935 wurde das Gebäude als Byggnadsminne unter staatlichen Schutz gestellt.